# The Good Place
The Good Place is een Amerikaanse filosofische komische televisieserie, bedacht door Michael Schur. De serie ging in première op NBC op 19 september 2016 en liep vier seizoenen. Op 30 januari 2020 werd de laatste aflevering uitgezonden.

## Plot
De serie gaat over een vrouw, Eleanor Shellstrop, die zich in het hiernamaals bevindt. Ze wordt verwelkomd door Michael, de 'architect' van het utopische dorpje waar ze voor eeuwig gaat wonen. Er zijn twee delen in het hiernamaals, The Good Place ('goede plek') en The Bad Place ('slechte plek'). Waar men terechtkomt, wordt bepaald door ethische punten voor elke handeling op aarde.
Maar Eleanor weet dat ze bij leven een narcist was die nepmedicijnen verkocht, en dat er daarom een fout is gemaakt. Ze ontmoet haar 'soulmate' Chidi Anagonye, een moraalfilosoof uit Senegal, die haar helpt om een goed persoon te kunnen worden. Zij vormen eindelijk een kwartet met Tahani (een Britse socialite) en Jason (een malloot uit Florida).

## Rollen

### Hoofdrollen
- Kristen Bell als Eleanor Shellstrop
- William Jackson Harper als Chidi Anagonye
- Jameela Jamil als Tahani Al-Jamil
- Manny Jacinto als Jason Mendoza
- D'Arcy Carden als Janet
- Ted Danson als Michael

### Terugkerende rollen
- Marc Evan Jackson als Shawn
- Tiya Sircar als Vicky
- Josh Siegal als Glenn
- Maya Rudolph als Judge
- Kirby Howell-Baptiste als Simone Garnett
- Jason Mantzoukas als Derek Hofstetler
- Brandon Scott Jones als John Wheaton
- Bambadjan Bamba als Bambadjan
- Jama Williamson als Val
- Benjamin Koldyke als Brent Norwalk
- Maribeth Monroe als Mindy St. Claire
- Steve Berg als Gunnar
- Eugene Cordero als Pillboi
- Luke Guldan als Chris Baker
- Rebecca Hazlewood als Kamilah Al-Jamil
- Joe Mande als Todd Hemple
- Adam Scott als Trevor
- Anna Khaja als Manisha Al-Jamil
- Mike O'Malley als The Doorman / Jeff

### Gastrollen
- Stephen Merchant als Neil
- Lisa Kudrow als Hypatia
- Timothy Olyphant als "Timothy Olyphant"
- Nick Offerman als Zichzelf
- Mary Steenburger als Teacher
- Michael McKean als Doug Forcett
- Sheila Carrasco als Matilda
- Flula Borg als Helmut Deutschermann
- Dax Shepard als Chet
- Harvey Guillén als Steve